# Benotto (Fahrradhersteller)

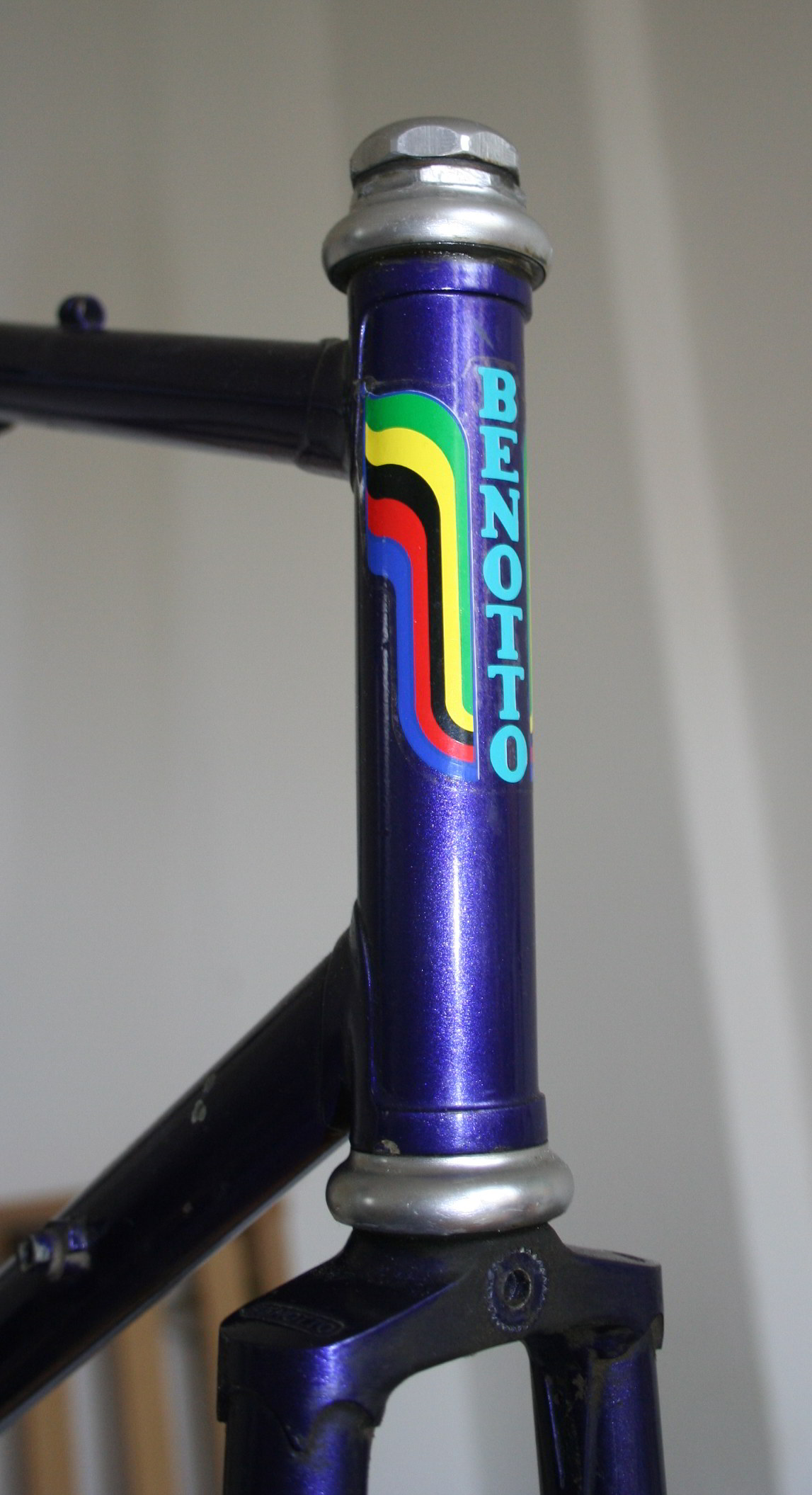
Benotto Regenbogen Label auf einem Benotto-Rennrad Rahmen

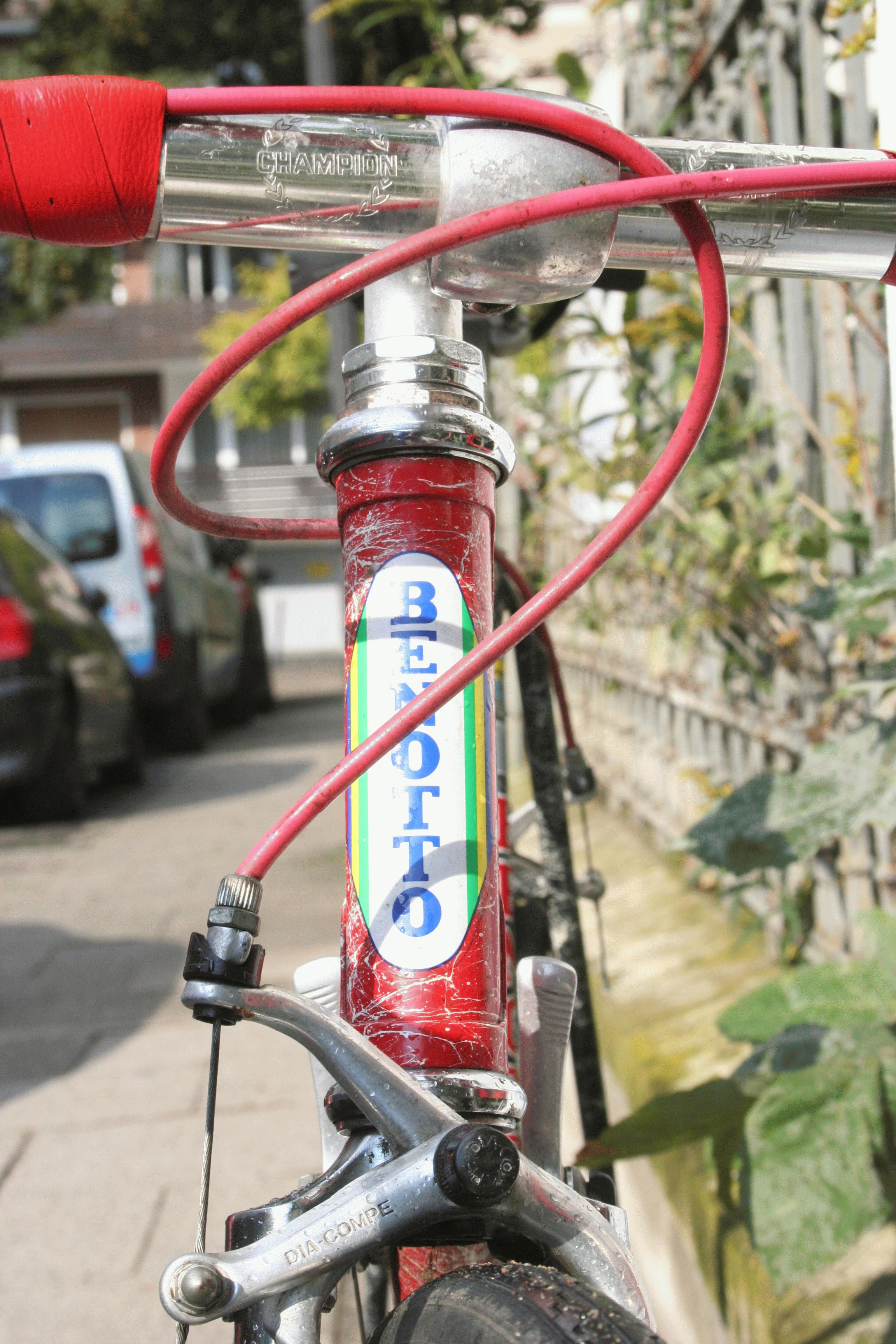
Benotto Rennrad

Benotto ist ein mexikanischer Fahrradhersteller mit Sitz in Mexiko-Stadt.

## Geschichte
Das Unternehmen wurde 1931 von Giacinto Benotto in Turin in Italien gegründet. Bereits in den 1930er Jahren konnte Benotto in wirtschaftlich schwieriger Zeit bis zu 500 Fahrräder am Tag herstellen. 
1952 siedelte Benotto mit seiner Familie nach Guadalajara nach Mexiko, und setzte dort seine Fahrradproduktion unter altem Namen fort. Es gelang ihm sofort auf dem mexikanischen Markt Fuß zu fassen und ein Jahr später zog er mit seinem Unternehmen nach Mexiko-Stadt. Von dort aus konnte er in Kürze sich auch international wieder einen Namen machen.

## Radsport
Zahlreiche erfolgreiche Radsportler fuhren auf Benotto-Rädern, darunter Vito Ortelli, Cino Cinelli, Antonio Bevilacqua, Aldo Ronconi, Eddy Merckx, Greg LeMond oder Gregor Braun.
Ole Ritter verbesserte in Mexiko-Stadt 1968 den Stundenweltrekord auf einem Bahnrad von Benotto. Francesco Moser wurde 1977 in San Cristóbal (Venezuela) mit einem Benotto-Rad Profi-Straßenweltmeister.

## Produktion
Das Unternehmen stellt hauptsächlich Straßenrennräder und Bahnräder her. An den Rahmen werden Komponenten vor allem von Campagnolo aber auch von Shimano verbaut, die Laufräder mit Rigida- oder Mavic-Felgen ausgestattet. 